# Bestseller (firma)
Bestseller je dánská maloobchodní akciová společnost s textilem se sídlem v Ikast-Brande Kommune (komuna Brande). Je jedním z největších prodejců textilu v Evropě. Vlastní např. značky oděvů Vero Moda, Only či Jack & Jones.
Firma byla založena roku 1975 v dánském Aarhusu Troelsem Holchem Povlsem jako obchod s dámskou módou Pigalle. V roce 1986 byl sortiment zboží rozšířen na dětské oblečení, roku 1988 přibyla i pánská móda. Z této společnosti postupem času vznikl koncern Bestseller-Gruppe, vedený podnikovým ekonomem Andersem Holchem Povlsem, s více než 9.000 pobočkami na celém světě.
Společnost distribuuje především značky Jack & Jones (pánská a chlapecká móda), Mamlicious (těhotenská móda), Name It (dětské oblečení), Only (dámská móda a džíny), Pieces (dámská móda, boty a doplňky), Selected Homme (pánská a chlapecká móda), Selected Femme (dámská móda), Vero Moda (dámská móda), Vila (dámská móda) Y.A.S a Y.A.S Sport (sportovní oblečení).
Kolem 70% obratu dosáhne firma z prodeje značek Jack & Jones, Only a Vero Moda.
Kvůli finančnímu propadu, způsobeného celosvětovou pandemií covidu-19, byla společnost nucena v Dánsku propustit na 750 zaměstnanců.

## Galerie

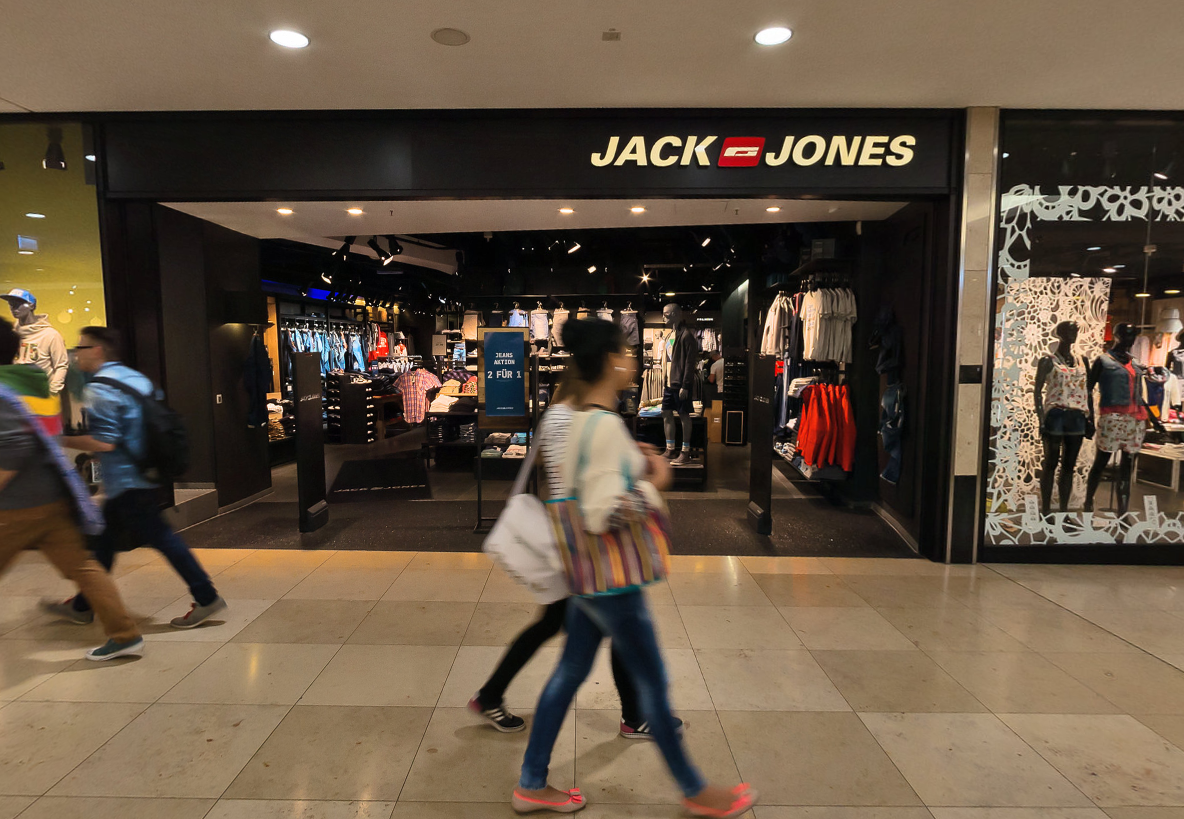
Filiálka značky Jack & Jones v Drážďanech
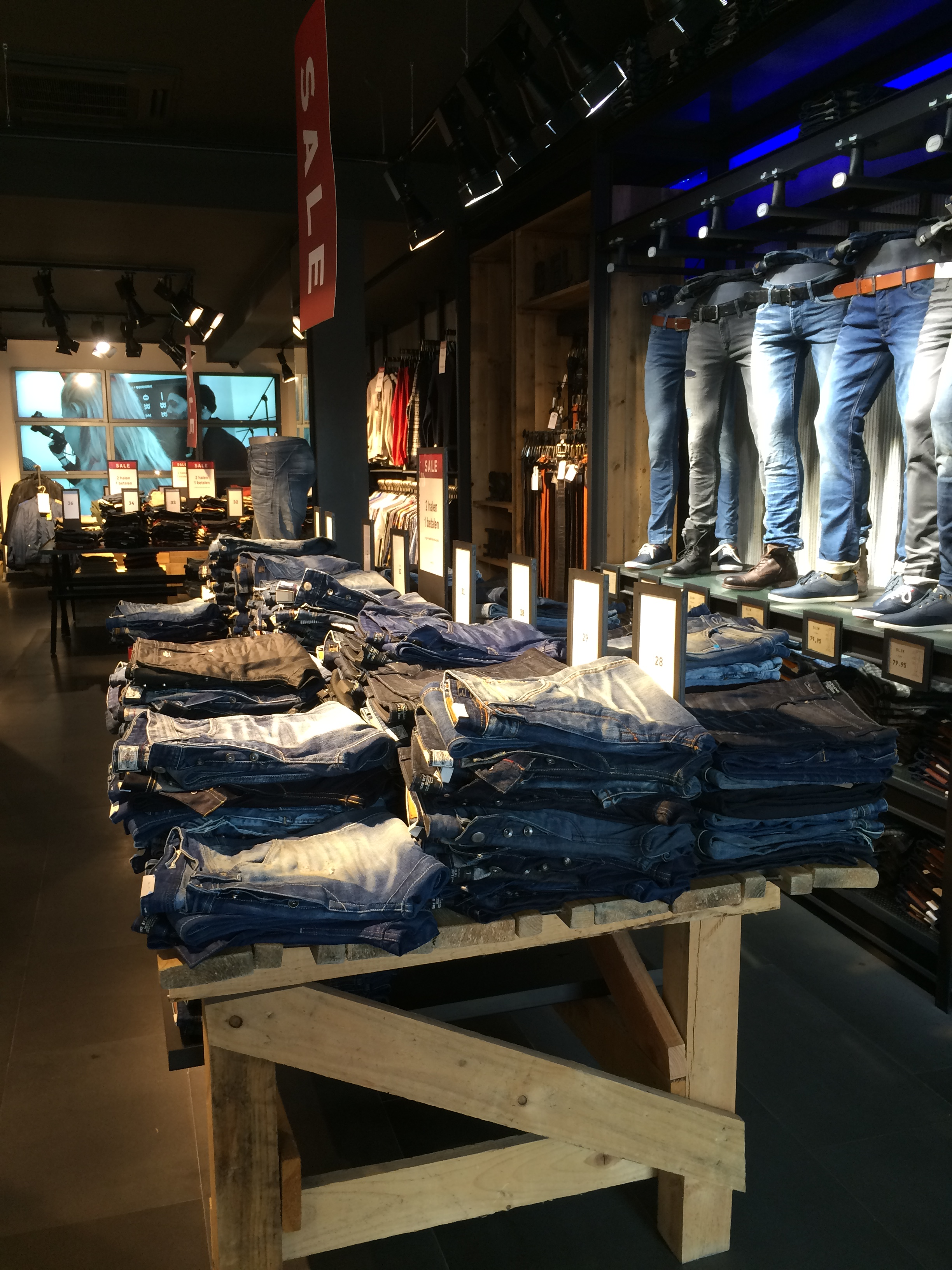
Standardní vybavení provozoven